# Cherbonnières
Cherbonnières – miejscowość i gmina we Francji, w regionie Nowa Akwitania, w departamencie Charente-Maritime.
Według danych na rok 2010 gminę zamieszkiwało 337 osób, a gęstość zaludnienia wynosiła 20 osób/km².